# Fossbergom
Fossbergom is een plaats in de Noorse gemeente Lom, provincie Innlandet. Fossbergom telt 785 inwoners (2007) en heeft een oppervlakte van 1,63 km².
Fossbergom is het administratieve centrum van gemeente Lom. De Staafkerk van Lom ligt in deze plaats.